# سرقول (شوي بانة)
سرقول (بالفارسية: سرقول) هي قرية تقع في إيران في البلدة المركزية. يقدر عدد سكانها بـ 21 نسمة بحسب إحصاء 2016.